# Sistem de navigație
Sistemul de navigație este un echipament electronic destinat identificării poziției geografice, care oferă asistență pentru a ajunge la destinația dorită.
Un sistem de navigație este folosit pentru orientare sau/și dirijare în navigație. În acest context, prin navigație se înțelege fie cea maritimă, fie aviatică, fie spațială, fie circulație terestră, adică circulație rutieră de autovehicule. 

## Construcție și funcționare
Sistemele de navigație sunt de regulă radio-electronice. Ele pot fi în întregime situate la bordul navei sau vehiculului, sau se găsesc în altă parte - în afara lui, sau poate fi o combinație, deci o parte la bord, care este întregită cu o alta, aflată altundeva, în exterior.

## Capabilitate, caracteristici
Un sistem de navigație are calități ce-i permit să îndeplinească multiple funcțiuni:
- Dispune de hărți de navigație, ce pot fi puse la dispoziție (piloților), sub formă textuală sau grafică.
- Poate determina (localiza) poziția navei sau vehiculului cu ajutorul unor senzori, hărți cartografice sau/și informații obținute de la surse externe.
- Asigură o sugerată orientare și direcționare, textual sau vocal (fonie) celor ce soliită aceasta.
- Poate direct să conducă (direcționeze) în regim de vehicul (navă) autonom, fie în probe robotice sau teleghidări de rachete sau proiectile.